# Pierre Itier
Pierre Itier (Beaumont, data incerta - Avinhão, 20 de maio de 1367) foi um cardeal francês da Igreja Católica, bispo de Albano.

## Biografia
Doutorou-se em Direito, sendo um jurisconsulto renomado (doutor legum egregius).
Eleito bispo de Dax em 10 de maio de 1359, ocupou a sé até sua promoção ao cardinalato.
Criado pelo Papa Inocêncio VI como cardeal-presbítero de Quatro Santos Coroados no consistório de 17 de setembro de 1361. Optou pela ordem dos cardeais-bispos, pela sé suburbicária de Albano.
Morreu em 20 de maio de 1367, em Avinhão, e foi enterrado na capela da Santíssima Virgem, que ele havia construído, na igreja dos dominicanos em Avinhão.

### Conclaves
- Conclave de 1362 - participou da eleição de Guillaume de Grimoard como Papa Urbano V